# Abhorrers
Abhorrers (en inglés abhorrence significa antipatía, aversión, odio) es el nombre que recibieron en 1679 las personas que expresaron su antipatía y repulsión hacia la acción de aquellos que habían firmado peticiones urgiendo al rey Carlos II de Inglaterra a reunir el Parlamento de Inglaterra.
Los sentimientos contra los católicos, y en especial contra Jacobo, duque de York, iban en aumento; el proyecto de ley de exclusión había sido aprobado por la Cámara de los Comunes del Reino Unido, y la popularidad de James Scott, primer duque de Monmouth, era muy elevada.
Para prevenir que este proyecto fuera aprobado como ley, Carlos había disuelto el parlamento en julio de 1679, y en el octubre siguiente había prorrogado su sucesor sin permitir que se reuniera. Entonces recibió una lluvia de peticiones pidiéndole que reuniera el parlamento. Esta agitación también tuvo oposición llevada a cabo por sir George Jeffreys y Francis Wythens, quienes presentaron discursos expresando su rechazo a los petitioners, iniciando de este modo el movimiento de los abhorrers, que apoyaban la acción del monarca. Los discursos de los abhorrers que llegaron al monarca formaron un contrapeso con los de los petitioners. Se dice que los términos Whig y Tory empezaron a aplicarse a los partidos políticos ingleses como consecuencia de esta disputa.